# آرثر ويتني
آرثر ويتني (بالإنجليزية: Arthur Whitney)‏ هو سياسي أمريكي، ولد في 5 يوليو 1871، وتوفي في 19 نوفمبر 1942. حزبياً، نشط في الحزب الجمهوري. وقد انتخب عضو مجلس ولاية نيوجيرسي وانتخب عضو جمعية نيوجيرسي العامة.